# Кундрякский сельсовет
Кундрякский сельсовет — муниципальное образование в Стерлибашевском районе Башкортостана.
Административный центр — село Кундряк.

## История
Согласно Закону о границах, статусе и административных центрах муниципальных образований в Республике Башкортостан имеет статус сельского поселения.

## Население
| 2002 | 2009 | 2010 | 2012 | 2013 | 2014 | 2015 |
| ---- | ---- | ---- | ---- | ---- | ---- | ---- |
| 777  | ↗822 | ↘660 | ↘642 | →642 | ↘600 | ↘574 |
| 2016 | 2017 | 2018 |      |      |      |      |
| ↘557 | ↘532 | ↘517 |      |      |      |      |

## Состав сельского поселения
| № | Населённый пункт | Тип населённого пункта       | Население |
| - | ---------------- | ---------------------------- | --------- |
| 1 | Кундряк          | село, административный центр | ↘321      |
| 2 | Табулда          | деревня                      | ↘306      |
| 3 | Сергеевка        | хутор                        | ↘33       |